# Stanley Adams (Manager)
Stanley George Adams (* 1927 auf Malta als Stanislao Formosa; † 2016) war ein maltesischer Pharmamanager und Whistleblower. Nachdem er 1973 Beweise für Monopolmissbrauch und Preisabsprachen seines Arbeitgebers Hoffmann-La Roche der Europäischen Kommission meldete, wurde er in der Schweiz dafür strafrechtlich belangt und nach langem Verfahren von der EG teilweise dafür entschädigt. Von 1985 bis 1988 war er Rektor der University of St Andrews.

## Whistleblower bei Hoffmann-La Roche
Adams, der eine hochrangige Stellung bei Hoffmann-La Roche bekleidete, hatte festgestellt, dass in Verträgen Preisabsprachen getroffen wurden und Schmiergelder flossen. Er wandte sich daraufhin an die Europäische Kommission in Brüssel, die ihm die Wahrung seiner Anonymität garantierte. Im Zuge des durch Adams ausgelösten EG-Wettbewerbsrechtsverfahrens gegen Hoffmann-La Roche offenbarte ein Beamter der Europäischen Kommission, wahrscheinlich durch Fahrlässigkeit, die Identität des Informanten. Adams hatte das Unternehmen zu diesem Zeitpunkt bereits verlassen und ein landwirtschaftliches Unternehmen in Italien gegründet. Beim Überschreiten der Schweizer Grenze vor den Weihnachtsferien wurde Stanley Adams auf Anzeige von Hoffmann-La Roche von den schweizerischen Behörden wegen des Verdachts auf Spionage festgenommen. Während Adams jeder Kontakt zu seiner Familie untersagt blieb, nahm sich seine Frau, die ihrerseits von den schweizerischen Behörden verhört worden war und der Komplizenschaft beschuldigt wurde, das Leben. Stanley Adams, dem man auch die Teilnahme am Begräbnis seiner Frau verweigerte, verbrachte sechs Monate in Untersuchungshaft, bis er gegen Kautionszahlung auf freien Fuß gesetzt wurde und die Schweiz verließ. In Italien wurde er als bankrott erklärt, was zum Zusammenbruch seines dortiges Unternehmen führte und sein Pass wurde beschlagnahmt. Adams gelang es unter Inkaufnahme einer möglichen erneuten Inhaftierung in Italien mit seinen drei Töchtern nach Großbritannien zu fliehen.
Die Europäische Kommission stellte die von Stanley Adams angezeigten wettbewerbswidrigen Praktiken der Firma Hoffmann-La Roche 1976 in einer Entscheidung als erwiesen fest und verhängte eine Geldbuße gegen das Unternehmen. Ungeachtet dessen verurteilte ein schweizerisches Gericht Adams in seiner Abwesenheit zu einem Jahr Haft auf Bewährung. Rechtsmittel gegen dieses Urteil blieben erfolglos, ebenso wie ein Verfahren, das Adams unter der Europäischen Menschenrechtskonvention – verspätet – gegen die Schweiz anstrengte.
Der Fall veranlasste die Europäische Kommission dazu, die Vorkehrungen zum Schutz vertraulicher Informationen zu verstärken. Adams führte von Großbritannien aus eine Schadenersatzklage gegen die Europäische Kommission in deren Rahmen ihm £ 500.000 zugesprochen wurden, von denen er allerdings £ 300.000 für die Kosten des Prozesses abführen musste. Der Europäische Gerichtshof würdigte in einem Urteil den Schutz von Informanten als essentiellen Geheimhaltungsbelang.

## Späteres Leben
1985 wurde Adams von den Studenten der University of St Andrews zum Rektor gewählt.
1994 wurde er dafür verurteilt, einen britischen Ex-Soldaten gedungen zu haben, seine dritte Frau zu ermorden, damit Adams an ihre Lebensversicherung von £500,000 gelangen konnte. Der Mord wurde nicht ausgeführt und Adams wurde nach der Hälfte seiner zehnjährigen Freiheitsstrafe entlassen.

## Rezeption
1985 drehte der Filmemacher John Goldschmidt einen Fernsehfilm zu Adams Fall (A Song for Europe bzw. A Crime of Honour) mit David Suchet in der Hauptrolle. Er und Goldschmidt gewannen je einen Royal Television Society Award für den Film.